# Mathieu Badel
Pour les articles homonymes, voir Badel.
Pas d'image ? Cliquez ici

a Compétitions nationales et continentales officielles uniquement.

Dernière mise à jour le 11 novembre 2021.
Mathieu Badel (né le 9 décembre 1984 à Annonay, en Ardèche) est un joueur français de rugby à XV qui évolue au poste de pilier.

## Carrière
- ASM Clermont, club formateur
- FC Auch 2007-2009
- Union Bordeaux Bègles 2009-2011
- Colomiers rugby 2011-2013
- Stade langonnais 2013-2017

## Palmarès

### En club
- Champion de France de Fédérale 1 : 2012[1]
- Finaliste du championnat de France : 2007
- Vainqueur du challenge européen : 2007
- Champion de France espoir : 2006[réf. nécessaire]
- Champion de France reichel : 2004[réf. nécessaire]

### En équipe nationale
- Équipe de France -21 ans : 1 sélection en 2005 (Italie)[réf. nécessaire]